# Zametopina
Zametopina là một chi nhện trong họ Thomisidae.